# John Henniker-Major (5e baron Henniker)
John Major Henniker-Major (7 novembre 1842-27 juin 1902), est un pair britannique titré 5e baron Henniker, et un homme politique conservateur. 

## Biographie
Il est le fils de John Henniker-Major (4e baron Henniker), et fait ses études au Collège d'Eton et à Trinity College, Cambridge . 

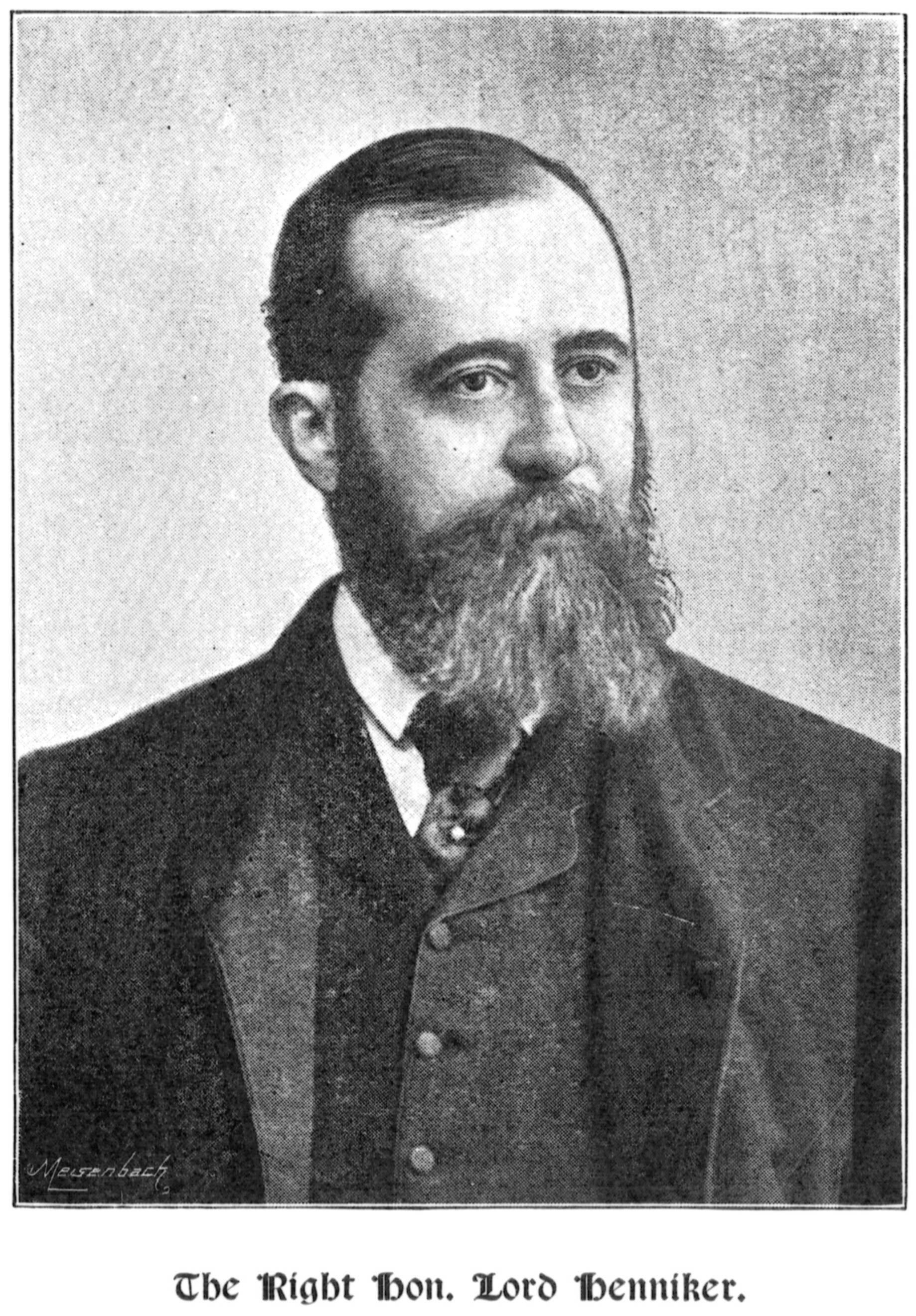
Photographié dans les célébrités du Suffolk, 1893

Il est élu député d'East Suffolk en 1866 succédant à son père. Il occupe le siège jusqu'en 1870, date à laquelle il succède à son père comme cinquième baron Henniker et deuxième baron Hartismere. Ce dernier titre a été accordé à son père en 1866, et lui a donné un siège à la Chambre des lords (contrairement à la baronnie de Henniker qui est dans la pairie d'Irlande). En 1877, Henniker est nommé Lord-in-waiting (whip du gouvernement à la Chambre des Lords) dans le gouvernement conservateur de Benjamin Disraeli, poste qu'il occupe jusqu'à la chute du gouvernement en 1880, et de nouveau sous Lord Salisbury entre 1885 et 1886, entre 1886 et 1892, et brièvement en 1895. Il est nommé lieutenant-gouverneur de l'île de Man en 1895, et le reste jusqu'à sa mort en 1902. 
Lord Henniker est pendant de nombreuses années président des quarts de session et du conseil de comté d'East Suffolk. Il est colonel honoraire du 6e bataillon de volontaires du Suffolk Regiment et reçoit la décoration d'officier volontaire. 

## Famille
Lord Henniker épouse, en 1864, Alice Mary, fille de John Cuffe (3e comte de Desart). 
Il est décédé à Government House, île de Man, le 27 juin 1902, à l'âge de 59 ans, et son fils aîné survivant, Charles Henniker-Major (6e baron Henniker) (en), lui succède.  Des funérailles d'État ont lieu à l' église St. George, Douglas, le 29 juin 1902, et sa dépouille est enterrée au cimetière familial de Thornham, Suffolk, trois jours plus tard. 